# Jens Kruppa
Jens Kruppa (Freital, 3 juni 1976) is een voormalig internationaal topzwemmer uit Duitsland, gespecialiseerd op de school- en de wisselslag. Hij won met de estafetteploeg de zilveren medaille op de 4x100 meter wisselslag bij de Olympische Spelen in Athene